# NGC 2252
NGC 2252 ist ein galaktischer offener Sternhaufen vom Trumpler-Typ IV2p im Sternbild Monoceros nördlich des Himmelsäquators. Er hat einen Durchmesser von 20 Bogenminuten und eine Scheinbare Helligkeit von 7,7 mag.
Entdeckt wurde das Objekt am 27. Januar 1786 von William Herschel.